# Guldalder (film)
Guldalder er en dansk dokumentarfilm fra 1993, der er instrueret af Tom Elling efter manuskript af Peter Laugesen.

## Handling
I filmen mødes fem mænd over en fin middag for at diskutere dansk Guldaldermaleri. Jens Jørgen Thorsen taler om N.A. Abildgaard, Per Kirkeby om Christen Købke, Vagn Lundbye om J.Th. Lundbye, Michael Kvium om Dankvart Dreyer og Erik Fischer om C.W. Eckersberg. Filmen er et levende dokument, der med dramatik og humor leverer stof til eftertanke. Der serveres kloge tanker om dansk guldaldermaleri, og der gives samtidig et signalement af de fem deltageres meget forskellige holdninger og kunstneriske praksis.